# Jrapi
Jrapi (in armeno Ջրափի?) è un comune di 845 abitanti (2001) della Provincia di Shirak in Armenia.